# Conselho de Governadores do Reino de Portugal
Por morte do Cardeal-Rei Henrique I de Portugal, em 31 de Janeiro de 1580, estando ainda a funcionar as Cortes de Almeirim para debater o complicado problema da sucessão da coroa de Portugal, tomou posse um Conselho de Governadores do Reino, nomeado pelo Cardeal (o qual, sentindo a morte iminente, e vendo-se incapaz de escolher um novo rei entre os vários pretendentes, não queria deixar o reino na anarquia) a fim de exercer interinamente o governo do reino, até que se decidisse sobre quem tinha legitimidade para governar.
Eram cinco os Governadores do Reino, a saber:
- D. Jorge de Almeida, arcebispo de Lisboa;
- D. Francisco de Sá Menezes, camareiro-mor do reino;
- D. João Telo de Meneses[1];
- D. João de Mascarenhas;
- D. Diogo Lopes de Sousa.

O Conselho exerceu os normais actos de soberania enquanto esteve em funções – destacando-se, pela sua importância, a cunhagem de moeda própria.
Exercia a presidência do Conselho o arcebispo de Lisboa. Dentre os seus membros, somente João Telo era contrário a Filipe II de Espanha, colocando-se ao lado de D. Catarina de Portugal, Duquesa de Bragança, sendo os demais pelo rei castelhano.
Tendo-se as Cortes dissolvido pouco depois sem deliberarem acerca da sucessão, acabaram os Governadores do Reino – comprados pelas dobras castelhanas oferecidas por Cristóvão de Moura – por decidir ser Filipe II de Espanha o legítimo herdeiro do trono de Portugal e Algarves e seus senhorios ultramarinos.
Em virtude desta tomada de decisão, o povo de Santarém rebelaria-se e a aclamar como rei de Portugal o Prior do Crato, D. António, em 24 de Julho de 1580. Poucos dias mais tarde entrava em Lisboa triunfalmente, onde foi recebido com idêntico entusiasmo, o que levou os Governadores a fugirem com receio para Setúbal, e daí rumo a Ayamonte, onde declararam sucessor legítimo da Coroa o rei de Espanha Filipe II, e dando-lhe assim um pretexto para invadir militarmente o reino, tendo em vista apossar-se daquilo que, agora, lhe pertencia de direito.